# Carabamba (distrito)
Carabamba é um distrito do Peru, departamento de La Libertad, localizada na província de Julcán.

## Transporte
O distrito de Carabamba é servido pela seguinte rodovia:
- LI-119, que liga o distrito de Virú  à cidade de Mache [1][2][3]